# Leah Remini
Leah Remini (Nueva York, 15 de junio de 1970) es una actriz italoestadounidense. Se la conoce por su papel de Carrie Heffernan en la comedia El Rey de Queens.

## Biografía
Leah Remini nació en Bensonhurst (Brooklyn), Nueva York. Su padre, George Remini, propietario de una compañía de asbestos y originalmente de Sicilia, no debe ser confundido con George Remini, el Caporegime de Gambino Crime Family. Su madre Vicki Marshall, anteriormente directora de instituto y posteriormente propietaria de un restaurante, es judía y original de Austria. Sus padres se divorciaron en 1977.
Remini tiene una hermana mayor, Nicole Remini (nacida en 1969) quien fue su asistente en El Rey de Queens. También tiene cuatro hermanastras: Christina (nacida en 1969), Elizabeth (nacida en 1976), Stephanie (nacida en 1977), y Shannon (nacida en 1984). Shannon actuó en el show de Leah interpretando a un personaje llamado Desiree.
Remini se mudó a Los Ángeles a la edad de 13 años. Intentó encajar en su vecindario imitando el look y estilo de la cultura méxico-americana local. Cuando Remini tuvo 14 años, dejó la escuela desoyendo las advertencias de su madre. Su madre le avisó que estaría bien que no superase la escuela siempre y cuando tuviera éxito en la vida.
Al principio de su vida laboral, Remini tuvo una variedad de trabajos, tales como camarera, vendedora de seguros de coche, telemarketing para una compañía de calor solar.
El 19 de julio de 2003 se casó con Angelo Pagan, un músico y aspirante a actor que tiene tres hijos de una relación anterior. Se mostró un documental de la boda en la serie de VH1 Inside Out. El 16 de junio de 2004, Remini tuvo una hija a la que llamó Sofia Bella. Este evento también apareció en el documental Inside Out:  Leah Remini the Baby Special.
Remini mide 1,60 de estatura, y su peso varió tras dar a luz, un hecho que lamentó en un episodio de Fat Actress. Remini ganó peso cuando se quedó embarazada durante la mitad de la octava temporada de El Rey de Queens, pero perdió peso y volvió a estar delgada para el show de la novena y última temporada.

## Televisión
La entrada de Remini en televisión llegó a mediados de los años 1980, cuando tuvo su primer papel en un episodio de Head of the Class. Posteriormente estuvo en el show Cheers
donde interpretó a Serafina, la hija de Carla Tortelli en dos episodios. Leah tuvo un papel en Living Dolls, un spin-off de Who's the Boss?. En 1991, tuvo un papel recurrente como Stacy Carosi, un amor interesado de Zack Morris, en Salvados por la campana (durante el verano en el que la pandilla trabajó en el Malibu Sands Beach Club) y tuvo un papel protagonista en The Man in the Family. Remini también fue estrella invitada en The Commish, donde su carácter se vio implicado en la salida de Geoffrey Nauff del show. Ganó algo de popularidad con su papel de Terri Reynolds en 1997 en la serie de la NBC Fired Up. Protagonizó el personaje principal de Carrie en la serie El rey de Queens. Tuvo varias apariciones invitadas en shows como Evening Shade, Diagnosis: Murder, NYPD Blue y Friends (en la primera temporada, episodio "El del nacimiento"). Ella originalmente realizó una audición para el papel de Monica Geller pero no lo consiguió. También apareció en MTV Cribs.

## Religión
Remini fue practicante de la cienciología pero la abandonó hace años y vive una vida nueva, incluso publicó un libro donde golpea duramente a la cienciología. Actualmente Leah y su familia son católicos practicantes.[cita requerida] En la actualidad conduce una serie de documentales donde entrevista a víctimas de abusos por parte de la cienciología, "Leah Remini: Scientology and the Aftermath".

## Videojuegos
Leah Remini dio voz al personaje de Grace Nakimura en el juego de ordenador de 1993 Gabriel Knight: Sins of the Fathers para Sierra On-Line

## In The Motherhood
Remini recientemente protagonizó cinco episodios en línea, llamados In The Motherhood, junto con Chelsea Handler y Eileen Galindo. El show estaba en MSN y estaba basado en ser una madre, donde los usuarios podían enviar sus historias para que fueran convertidas en episodios web reales.

## Filmografía
- Amenaza en el aire (2025)
- Jefa por accidente (2018) como Joan
- The Clapper (2017) como Louise[8]
- The Exes (2011-2015) como Nicki
- The Family Tools (2012-2013) como Terry Baumgardner
- Old School (2003) como Lara Campbell
- El Rey de Queens (1998—2007) como Carrie Heffernan
- Follow Your Heart (1998) como Angie
- Fired Up (1997) como Terry Reynolds
- Glory Daze (1996) como Theresa
- First Time Out (1995) como Dominique Costellano
- Friends (1994) como Lydia
- Phantom 2040 (1994) como Sagan Cruz (voz)
- Gabriel Knight: Sins of the Fathers (1993) Grace Nakimura (voz)
- Harlan & Merleen (1993) como Frankie
- The Man in the Family (1991) como Tina Bavasso
- Salvados por la campana (1991) como Stacey Carosi
- Living Dolls (1989) como Charlie Briscoe
- Cheers (1991, 1993) como Serafina Tortelli